# Orgueil et Préjugés (mini-série, 1967)
Pour les articles homonymes, voir Orgueil et Préjugés (homonymie).
Orgueil et Préjugés (Pride and Prejudice) est une mini-série britannique de 180 minutes présentée en six épisodes hebdomadaires de 25 minutes diffusée en noir et blanc entre le 10 septembre et le 15 octobre 1967 sur la BBC. C'est la dernière adaptation du roman éponyme de Jane Austen jouée en direct.
Réalisée par Joan Craft, produite par Campbell Logan, sur un scénario de Nemone Lethbridge, elle est tournée pour le 150e anniversaire de la mort de Jane Austen, utilisant pour la première fois quelques tournages en extérieurs, filmés en couleurs. Dans cette version il n'y a que quatre demoiselles Bennet, car le personnage de Mary a été supprimée.

## Synopsis
C'est l'histoire des quatre filles de Mr et Mrs Bennet, Jane, Elizabeth, Catherine et Lydia, après l'arrivée dans la région du riche Mr Bingley et de son ami Mr Darcy. Alors que Bingley est immédiatement intéressé par l'ainée, Jane, Darcy a des difficultés à s'adapter à la société locale, et entre en conflit avec la seconde des sœurs, Elizabeth.

## Distribution
- Celia Bannerman (en) : Elizabeth Bennet
- Lewis Fiander (en) : Fitzwilliam Darcy
- Michael Gough : Mr Bennet
- Vivian Pickles : Mrs Bennet
- Polly Adams (en) : Jane Bennet

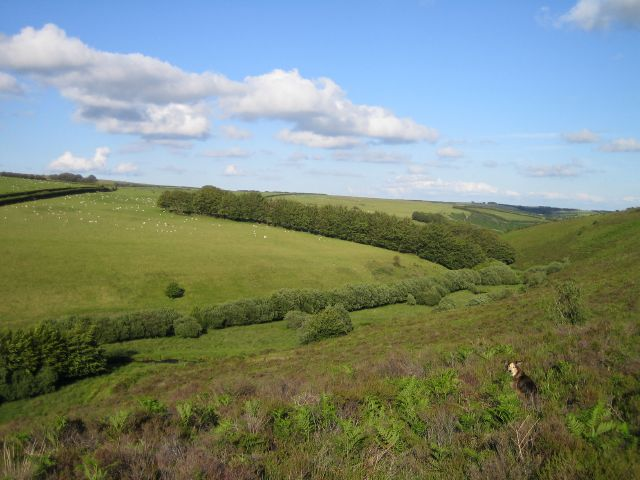
Paysage du Somerset

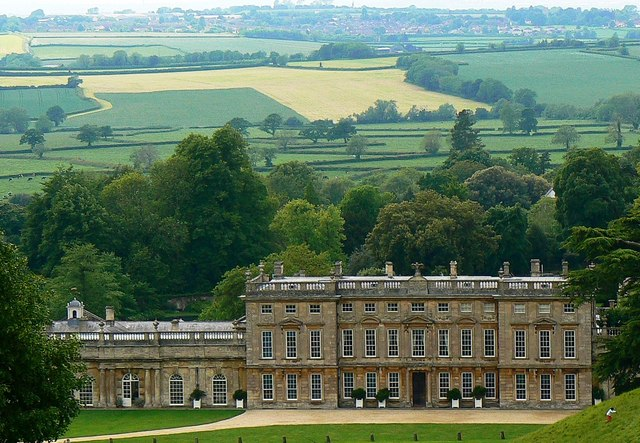
Dyrham Park, finalement choisi pour représenter Pemberley

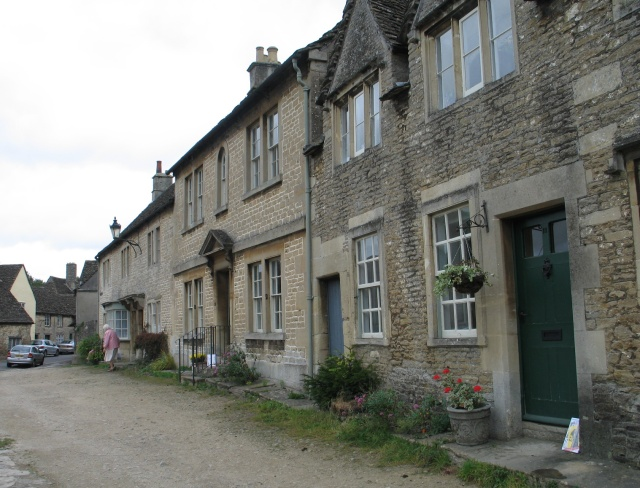
Lacock, choisi pour représenter Meryton

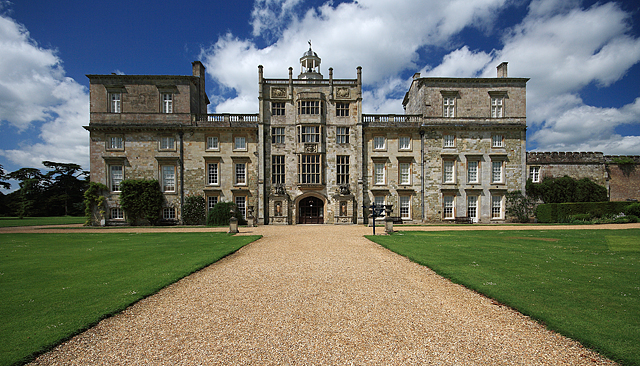
Wilton House, une première représentation de Rosings Park

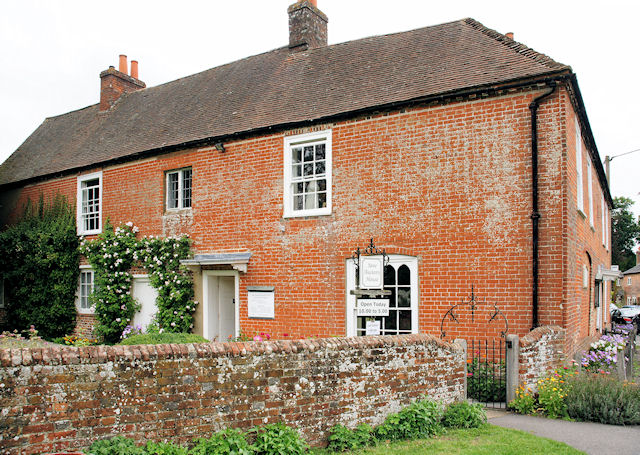
Pour la scénariste Chawton House est l'image de Longbourn

- Sylvia Coleridge (en) : Lady Catherine de Bourgh
- Julian Curry (en) : Mr Collins
- Lucy Fleming (en) : Lydia Bennet
- Sarah Taunton : Kitty Bennet
- David Savile : Mr Bingley
- Georgina Ward (en) : Caroline Bingley
- Robert Dorning (en) : Sir William Lucas
- Diana King (en): Lady Lucas
- Kate Lansbury : Charlotte Lucas
- Steven Grives : Edward Lucas
- Richard Hampton : Mr Wickham
- Karin MacCarthy : Louisa Hurst
- Vivian James : Mr Hurst
- Hugh Cross : Mr Gardiner
- Eithne Dunne (en) : Mrs Gardiner
- Tessa Wyatt (en) : Georgiana Darcy
- Robin Chadwick : Colonel Fitzwilliam

## Informations techniques
- Scénario: Nemone Lethbridge
- Réalisation : Joan Craft
- Producteur : Campbell Logan
- Chef décorateur : Stephen Bundy
- Costumes : Joyce Macken
- Maquillage : Sandra Hurll
- Directeur de production : Julia Smith
- Société de production : BBC
- Format : 4/3
- Son : mono

### Dates de diffusion
Les six épisodes ont été joués en direct et diffusés en noir et blanc, avec l'ajout de scènes extérieures précédemment filmées en couleurs.
1. Neighbours : 10 septembre 1967
2. Pride : 17 septembre 1967
3. Proposal : 24 septembre 1967
4. Prejudice : 1er octobre 1967
5. Elopement : 8 octobre 1967
6. Destiny : 15 octobre 1967

### Lieux de tournage
Cette quatrième adaptation du roman par la BBC commémore le 150e anniversaire de la mort de Jane Austen. C'est la première adaptation qui utilise (très partiellement) la couleur et la première tentative de tourner en dehors des studios. Certains extérieurs utilisent les paysages du Somerset et Bath. Dyrham Park, dans le Sud-Gloucestershire, a été choisi pour représenter Pemberley et Lacock, dans le Wiltshire, pour figurer Meryton.
Nemone Lethbridge envisageait, dans son scénario, Wilton House, la demeure du comte de Pembroke, pour les extérieurs de Rosings Park, et Chawton Cottage pour ceux de Longbourn.

## Autour de la télésuite
Dans le documentaire Pride and Prejudice Revisited, diffusé le 11 septembre 2005 à l'occasion de la sortie du film de Joe Wright, les divers intervenants, dont Sue Birtwistle, Gurinder Chadha, Andrew Davies, Deborah Moggach, Claire Tomalin, évoquent les précédentes adaptations du roman, illustrées par des extraits. On peut y voir, pour cette version : Celia Bannerman (Elizabeth Bennet), Sylvia Coleridge (Lady Catherine de Bourgh), Lewis Fiander (Darcy) et Julian Curry (Collins).